# Короткі історії (фільм, 1993)
«Короткі історії» (англ. Short Cuts) — американський кінофільм, заснований на творах американського письменника Реймонда Карвера.

## Сюжет
Фільм не має чітко вираженого сюжету. У ньому присутні безліч персонажів, які утворюють модель суспільства 1992-го року. Коротко це груповий портрет Америки у світлі декорацій Лос-Анджелеса.
Режисер показує мутації, які відбулися в головному соціальному осередку суспільства до кінця XX століття. Весь фільм обмежений одним місцем — Лос-Анджелесом, і коротким проміжком часу (кілька літніх днів). У фільмі присутні 22 основних персонажа, наприклад, лікар, чистильник басейнів, телеведучий, художниця, таксист, офіціантка кафе. Твір об'єднує в собі десяток історій, вбудовуваних один в одного переплетенням сюжетних ліній.

## У ролях
- Енді Макдавелл — Енн Фінніган
- Брюс Девісон — Говард Фінніган, телеведучий
- Зейн Кессіді — Кейсі Фінніган, їх син
- Джек Леммон — Пол Фінніган, батько Говарда
- Джуліанн Мур — Меріен Уаймен, художниця
- Меттью Модайн — Ральф Уаймен, доктор
- Енн Арчер — Клер Кейн, актриса
- Фред Ворд — Стюарт Кейн
- Дженніфер Джейсон Лі — Луїс Кайзер, оператор лінії «секс по телефону»
- Кріс Пенн — Джеррі Кайзер, спеціаліст з обслуговування басейнів
- Лілі Тейлор — Хані Буш
- Роберт Дауні молодший — Білл Буш
- Медлін Стоу — Шеррі Шепард, сестра Меріен
- Тім Роббінс — Джин Шепард, поліцейський
- Лілі Томлін — Дорін Піггот, офіціантка
- Том Вейтс — Ерл Піггот, водій лімузина
- Френсіс МакДорманд — Бетті Ветерс
- Пітер Галлахер — Стормі Ветерс, пілот гелікоптера
- Джарретт Леннон — Чед Ветер
- Енні Росс — Тесс Трейнер, джазова співачка
- Лорі Сінгер — Зу Трейнер, віолончелістка
- Лайл Ловетт — Енді Бітковер
- Бак Генрі — Гордон Джонсон
- Хьюі Льюїс — Верн Міллер